# Raúl Rodríguez
Raúl Rodríguez Navarro (Vilassar de Mar, 22 september 1987) is een Spaans profvoetballer die bij voorkeur als centrale verdediger speelt. Hij verruilde in 2015 RCD Espanyol voor Houston Dynamo.

## Clubvoetbal
Rodríguez begon met voetballen bij Vilassar Mar. Hij speelde vanaf 2007 gedurende drie seizoenen voor UDA Gramenet in de Segunda División B. In 2010 werd Rodríguez vervolgens gecontracteerd door Espanyol, waar hij aanvankelijk in het tweede elftal ging spelen. Na het vertrek van Víctor Ruiz naar SSC Napoli en een ernstige blessure van Juan Forlín, werd Rodríguez door toenmalig trainer Mauricio Pochettino bij het eerste elftal gehaald voor de positie van centrale verdediger.
Op 9 januari 2015 tekende hij bij het Amerikaanse Houston Dynamo.

## Nationaal elftal
Rodríguez werd in 2011 door bondscoach Johan Cruijff geselecteerd voor de wedstrijd van het Catalaans elftal tegen Tunesië.